# Corporación Dominicana de Empresas Eléctricas Estatales
La Corporación Dominicana de Empresas Eléctricas Estatales fue la administradora de todas las empresas del sector eléctrico, donde el estado Dominicano es propietario o socio mayoritario, también funciona como órgano regulador de la generación, distribución y transmisión de la energía eléctrica en la República Dominicana.

## Titular
La CDEEE está administrada por un Consejo de Administración. Quién funge como líder de la institución es el Vicepresidente Ejecutivo
- Lic. Jerges Rubén Jiménez Bichara (Vicepresidente Ejecutivo)
- Ing. José Rafael Santana Cedeño

### Miembros del Consejo de Administración
- Ing. José Altagracia Bello
- Lic. Jesús Emilio Melgen Seman
- Ing. Juan Batista Gómez Almánzar
- Arq. Rubén Darío Minaya Rodríguez
- Lic. Lidio Cadet Jiménez
- Lic. Rafael Nicolás Montero Carrión
- Sr. José Guillermo Sued

## Presupuesto
El techo presupuestario aprobado para el ano 2013, designado por el Poder Ejecutivo y enviado mediante del Ministerio de Hacienda fue de un total de RD$43,681,900,000 pesos, equivalente a $1 mil millones de Dólares.